# Tošija Itó
Tošija Itó (japonsky: 伊藤 敏八, Itó Tošija; 8. října 1947 – 12. června 2007) byl japonský herec, pocházející z prefektury Šimane. V zahraniční produkci vystupoval pod pseudonymem/jiným čtením téhož zápisu (t.j. 伊藤 敏八 [Itó Binpači]) Binpači Itó. Jeho původní jméno je Sakaehači Itó (伊藤 栄八).
Vystudoval univerzitu Čúkjó (中京大学) ve městě Nagoja. Krátce působil jako středoškolský učitel tělocviku a poté se začal věnovat reklamě. Hercem se stal až ve svých třiceti dvou letech.
Pracoval zejména pro tokijské produkční společnosti Mifune a Toei. Profiloval se především jako herec záporných rolí.

## Filmografie
Během aktivní herecké kariéry mezi lety 1980–2005 ztvárnil významné role v několika desítkách celovečerních filmů a v mnoha televizních inscenacích, seriálech a hrách.
Hrál např. roli uprchlíka Kódžiho Nišihary v seriálu Goro - bílý pes nebo roli Mondo Naganumy v japonsko-francouzském oscarovém dramatu Ran.